# 粕川村 (宮城県)
粕川村（かすかわむら）は、昭和29年（1954年）まで宮城県黒川郡の東部にあった村。現在の大郷町中部にあたる。

## 沿革
- 明治22年（1889年）4月1日 - 町村制施行にともない、粕川村と石原村が合併して新制の粕川村が発足。
- 昭和29年（1954年）7月1日 - 大松沢村・大谷村と合併し、大郷村となる。

## 行政

### 歴代村長
| 代 | 氏名         | 就任                      | 退任                       | 備考 |
| -- | ------------ | ------------------------- | -------------------------- | ---- |
| 1  | 伊藤秀治     | 明治22年（1889年）4月25日 | 明治33年（1900年）5月19日  |      |
| 2  | 赤間新蔵     | 明治34年（1901年）1月9日  | 明治36年（1903年）10月24日 |      |
| 3  | 後藤保治     | 明治37年（1904年）1月9日  | 明治38年（1905年）4月19日  |      |
| 4  | 芳賀昌治     | 明治38年（1905年）5月4日  | 明治39年（1906年）5月9日   |      |
| 5  | 伊東直次郎   | 明治39年（1906年）9月22日 | 明治40年（1907年）1月29日  |      |
| 6  | 後藤栄治郎   | 明治40年（1907年）6月24日 | 明治44年（1911年）6月21日  |      |
| 7  | 伊東直次郎   | 大正2年（1913年）5月19日  | 大正9年（1920年）6月15日   | 再任 |
| 8  | 桜井民治     | 大正10年（1921年）5月30日 | 大正14年（1925年）6月15日  |      |
| 9  | 伊東直次郎   | 大正14年（1925年）6月16日 | 昭和6年（1931年）2月26日   | 三任 |
| 10 | 吉田今朝吉   | 昭和6年（1931年）3月25日  | 昭和13年（1938年）2月28日  |      |
| 11 | 遠藤信太郎   | 昭和13年（1938年）3月31日 | 昭和21年（1946年）11月22日 |      |
| 12 | 赤間新太郎   | 昭和22年（1947年）4月5日  | 昭和24年（1949年）8月29日  |      |
| 13 | 桜井好右ェ門 | 昭和25年（1950年）2月8日  | 昭和29年（1954年）6月30日  |      |